# Ostry Wierch (Beskid Mały)
Ostry Wierch (549 m) – szczyt we wschodniej części Beskidu Małego. Znajduje się w niskim Paśmie Bliźniaków ciągnącym się od doliny Wieprzówki w Andrychowie po dolinę Skawy na wschodzie.
Na mapie Geoportalu Ostry Wierch ma wysokość 549 m, na mapie Compass 562 m. Jego północne stoki opadają na równinę miejscowości Inwałd, we wschodnim kierunku tworzy dość płaski grzbiet opadający do doliny Choczenki, południowo-zachodnie stoki opadają do doliny Pilnego Potoku. W południowo-zachodnim kierunku od szczytu Ostrego Wierchu biegnie grzbiet łączący się z grzbietem Kłokocznika.
Pomiędzy wschodnimi zboczami Ostrego Wierchu a Bliźniakami Choczenka dokonała przełomu. Znajdują się w nim odkrywki fliszu karpackiego i wychodnie skalne. Planowane jest objęcie tego przełomu ochroną jako zespół przyrodniczo-krajobrazowy.
Ostry Wierch znajduje się w granicach miejscowości Inwałd w województwie małopolskim, w powiecie wadowickim, w gminie Andrychów. Jest całkowicie porośnięty lasem mieszanym. Nie prowadzi przez niego żaden szlak turystyczny.